# Mahanubhawasampradaja
Mahanubhawasampradaja (też sanskryt महानुभाव पंथ, trb. mahanubhawapantha, ang. Mahanubhava) – tradycja hinduistyczna (sampradaja) zaliczana do wisznuizmu.
Powstała w zależności do źródeł w XI lub XII wieku w kręgach tradycji pobożnościowych ruchu santów z Maharasztry.
Założycielem mahanubhawy był Ćakradhara Swamin. Możliwe również, iż mahanubhawę pierwotnie założył Gowinda Prabhu, a Ćakradhara był jego pierwszym uczniem.

## Doktryna
Mahanubhawa jest tradycją wisznuicką. Od momentu powstania nie uznawała zależności systemu kastowego i dźati. Przyjmowała w swoje szeregi również kobiety.
Dzieła które studiowali to:
- Bhagawatapurana
- Bhagawadgita
- Sutrapada autorstwa Ćakradhary

Wierzyli w najwyższy ideał pod imieniem Parameśwara, wskazując na pięć jego świętych inkarnacji zwanych pańćakryszna:
1. Kryszna
2. Dattatreja
3. Ćangadewa Raul z Dwarki (w stanie Gudźarat)
4. Gundam Raul z Riddhipuru
5. Ćakradhara z Paithanu[3].

## Kult
Gavin Flood podaje, iż wyznawcy mahanubhawy czcili wyłącznie Krysznę.
Nosili ciemnoniebieską odzież – koloru nawiązującego do barwy skóry Kryszny.

## Przedstawiciele
Poza postaciami założycieli, tj. Gowinda Prabhu lub Ćakradhara Swaminem, znanymi postaciami z mahanubhawasampradaji są:
- Nagadewa – kodyfikator ruchu, uczeń Ćakradhary
- Bhaskara
- Keśawaradźa
- Suri.